# Шиткина, Ирина Сергеевна
Ирина Сергеевна Шиткина (род. 3 апреля 1965) — доктор юридических наук (2006), профессор кафедры предпринимательского права Московского государственного университета (2001); независимый директор в ПАО «Сбербанк», «ТрансКонтейнер» и агропромышленном холдинге «Элинар»; получила награду «Лучший независимый директор года» (2013).

## Биография
Ирина Шиткина родилась 3 апреля 1965 года; в 1988 году она окончила юридический факультет Московского государственного университета (с отличием). Через десять лет, в 1998, стала соискателем на кафедре предпринимательского права и успешно защитила кандидатскую диссертацию на тему «Правовое регулирование деятельности акционерных обществ локальными (внутренними) документами»; стала кандидатом юридических наук. В 1997 году вышла её монография «Правовое обеспечение предпринимательской деятельности акционерных обществ».
В 2001 году Шиткина начала преподавать на кафедре предпринимательского права; в 2003 году была издана её книга «Правовое регулирование деятельности коммерческих организаций внутренними (локальными) документами». Через три года, в 2006, она защитила докторскую диссертацию по теме «Правовое регулирование организации и деятельности холдинга как формы предпринимательского объединения» и стала доктором юридических наук. Вошла в два ученых совета юридического факультета МГУ: по специальности гражданское, семейное, предпринимательское, международное частное право, а также — по специальности корпоративное и энергетическое право.
С 2010 года Ирина Шиткина возглавляет магистерскую программу «Корпоративное право» на юридическом факультете МГУ; с 2011 года она также руководит и программой дополнительного профессионального образования по актуальным вопросам корпоративного права. Являлась приглашенным профессором в Стокгольмской школы экономики (Швеция), а также — автором и ведущей практических семинаров для юристов. Руководит написанием дипломных работ и кандидатских диссертаций.
Занимается правоприменительной практикой — Шиткина является независимым директором в нескольких российских компаниях, включая ПАО «ТрансКонтейнер» и агропромышленный холдинг «Элинар» (в последней также возглавляет совет директоров). В 2013 году получила награду «Лучший независимый директор года». Представляет в суде интересы как российских, так и зарубежных компаний; являлась арбитром Международного коммерческого арбитражного суда (МКАС), созданного при Торгово-промышленной палате России.
В 2024 году вошла в наблюдательный совет ПАО «Сбербанк».

## Работы
Ирина Шиткина является автором и соавтором более сотни научных работ (статей и книг), посвященных преимущественно вопросам корпоративного права, предпринимательским объединениям (включая формирование и функционирование консолидированных групп компаний) и локальному нормотворчеству. Статьи выходили в нескольких профессиональных изданиях, включая журналы «Хозяйство и право», «Юрист компании», «Корпоративный юрист» и «Предпринимательское право». Автор и ответственный редактор учебного курса по корпоративному праву: «Корпоративное право» (2011, 2015, 2016). Являлась сторонницей точки зрения, что «между [современными] хозяйствующими субъектами в процессе осуществления предпринимательской деятельности довольно часто возникают отношения экономической зависимости, когда воля зависимого лица формально сохраняется, то есть отношения складываются между de jure самостоятельными субъектами, но процесс формирования воли зависимого лица изменяется, находясь под контролем преобладающего лица»:
- «Холдинги. Правовое регулирование экономической зависимости, управление в группах компаний» (2008)[4]
- «Правовое регулирование деятельности коммерческих организаций внутренними (локальными) документами» (М., 2003)
- «Предпринимательские объединения» (2001)[5][6][7]
- «Правовое обеспечение предпринимательской деятельности акционерных обществ» (1997).
- Защита прав акционеров в локальных нормативных актах акционерного общества // Хозяйство и право, 1997, № 10.
- Локальное нормотворчество: проблема формирования фондов акционерных компаний // Хозяйство и право, 1997, № 6.
- Локальное правовое регулирование деятельности акционерного общества // Хозяйство и право, 1997, № 5.
- Локальное правовое регулирование управления персоналом акционерного общества // Хозяйство и право, 1997, № 9.
- Правовое регулирование уставного капитала акционерного общества // Хозяйство и право, 1997, № 8.

### Учебники
- Корпоративное право: Учебный курс. В 2 т. / Отв. ред. И. С. Шиткина. Афанасьева Екатерина Геннадиевна, Вайпан Виктор Алексеевич, Габов Андрей Владимирович, Губин Евгений Парфирьевич, Карелина Светлана Александровна, Козлова Наталия Владимировна, Копылов Дмитрий Геннадиевич, Лаутс Елизавета Борисовна, Ломакин Дмитрий Владимирович, Молотников Александр Евгеньевич, Филиппова Софья Юрьевна, Шиткина Ирина Сергеевна место издания Статут Москва, ISBN 978-5-8354-1381-2, 976 с.